# Церква святої Єлизавети (Київ)
Це́рква Св. Єлизавети — православний храм у Києві на Трухановому острові, збудований у 1909-1910 роках та зруйнований у 1943 році. Розташовувався на західному березі Труханового острова поряд с теперішнім Центральним пляжем, приблизно навпроти Церкви Миколи Чудотворця (на воді).

## Історія храму
На початку ХХ ст. населення поселення на Трухановому острові досягла 6 тисяч, однак тут не було ані навчального закладу, ані храму. Нарешті, 1909 року було збудовано та відкрито двокласне училище.
І от того ж року за проектом єпархіального архітектора Євгена Єрмакова та за фінансового сприяння Давида Марголіна було розпочато зведення мурованого храму в ім'я Св. Єлизавети. Урочисте закладення храму відбулося 21 вересня 1909 р. за участю митрополита Флавіана. А 2 вересня 1910 року ноовзбудований храм було освячено. 
Окрасою храму став виготовлений О.Мурашком іконостас. До спорудження храму долучилася також дружина генерал-губернатора Федора Трепова Єлизавета Трепова.
Указом Синоду від 15 грудня 1911 р. церкву було зараховано до безпарафіяльних, із забезпеченням причту від казни держави.
1916 р. церква збагатилася новою іконою Св. Єлизавети, а 1917 р. церкву віднесли до парафіяльних.
Коли у Києві було встановлено радянську владу, що від початку проголосила свободу віросповідань, було утворено релігійну громаду, що 1921 р. отримала храм у повне користування і невдовзі богослужіння почало провадитися українською мовою. Невдовзі виник конфлікт між прихильниками української громади та "слов'янської" громади храму, зміст якого полягав у бажанні однієї з громад одноосібно користуватися храмом. Однак урешті-решт жодній з громад таке право надано не було.

## Закриття та знищення храму
26 березня 1934 р. рішенням міськвиконкому церкву було закрито і пристосовано під гуртожиток для працівників телефонної станції. Остоточно було знищено храм вже восени 1943 р., коли німцями було спалено поселення Труханів острів. 
Фундаменти храму збереглися і їх досі можна побачити у порослях кущів на острові.

## Настоятелі до 1917 року
- свящ. Є. Ергардт (1911–1917).